# نامپلیز مندی
نامپلیز مندی (انگلیسی: Nampalys Mendy؛ زادهٔ ۲۳ ژوئن ۱۹۹۲ ‏(۳۲ سال) بازیکن فوتبال اهل فرانسه است.
از باشگاه‌هایی که در آن بازی کرده‌است می‌توان به موناکو، نیس و لستر سیتی اشاره کرد.
وی همچنین در تیم ملی فوتبال زیر ۲۱ سال فرانسه بازی کرده‌است.